# Hartmut Moede
Hartmut Moede (* 13. Januar 1944 in Eutin) ist ein deutscher Generalleutnant a. D. Er war u. a. Stellvertreter des Generalinspekteurs, Inspekteur der Zentralen Militärischen Dienststellen und Beauftragter für Reservistenangelegenheiten der Bundeswehr.

## Leben
Beförderungen
- 1965 Leutnant
- 1967 Oberleutnant
- 1971 Hauptmann
- 1975 Major
- 1980 Oberstleutnant
- 1986 Oberst
- 1993 Brigadegeneral
- 1997 Generalmajor
- 1999 Generalleutnant

Moede trat 1963 als Kanonier in das Ausbildungsbataillon Luftwaffen-Flugabwehrbataillon 42 der Bundeswehr in Oldenburg ein. 1964/65 absolvierte er die Offizierschule der Luftwaffe (OSLw) in Neubiberg bei München. Von 1965 bis 1968 war er Flugabwehr-Raketenoffizier im 3./Flugabwehr-Raketenbataillon 37 in Aurich. Von 1968 bis 1970 war er Hörsaalleiter an der OSLw. Von 1970 bis 1974 wurde er als Flugabwehr-Raketenoffizier und Einsatzoffizier im Flugabwehr-Raketenbataillon 37 in Aurich und Bremerhaven eingesetzt. 1974/75 war er Batteriechef des 1./Flugabwehr-Raketenbataillons 37 in Westertimke.
Von 1975 bis 1977 absolvierte er den 20. Generalstabslehrgang (L) an der Führungsakademie der Bundeswehr (FüAkBw) in Hamburg. Von 1977 bis 1979 war er Personalgeneralstabsoffizier 4. Luftwaffendivision in Aurich und 1979/80 im Luftflottenkommando in Köln. Von 1980 bis 1983 war er Einsatzgeneralstabsoffizier/Dezernent. Von 1983 bis 1986 war er Referent im Planungsstab des Bundesministers der Verteidigung (PlStab) unter Ministerialdirektor Hans Rühle in Bonn. Von 1987 bis 1989 war er Kommandeur des Flugabwehr-Raketenregiments 4 in Bremervoerde, das 1989 in das Flugabwehrraketen-Kommando 2 umgegliedert wurde. Im Jahre 1990 wurde er Stabsabteilungsleiter Luftverteidigung im HQ Allied Air Forces Central Europe (AAFCE) auf Ramstein Air Base bei Kaiserslautern. 1992/93 war er Referatsleiter im Führungsstab der Streitkräfte (Fü S IV 1) in Bonn.
1993/94 war er Stabsabteilungsleiter Organisation im Führungsstab der Streitkräfte (Fü S IV) in Bonn. Von 1995 bis 1997 war er Leiter des auf Stabsabteilungsebene angesiedelten Führungszentrums der Bundeswehr (FüZBw) im Fü S in Bonn. Außerdem war er in dieser Zeit Leiter des Koordinierungsstabes für Einsatzaufgaben der Bundeswehr (KSEA). Von 1997 bis 1999 war er Chef des Stabes im Fü S und danach unter den Generalen Hartmut Bagger und Hans-Peter von Kirchbach Stellvertreter des Generalinspekteurs der Bundeswehr (StvGenInsp), Inspekteurs der Zentralen Militärischen Dienststellen (InspZMilDBw) und Beauftragter für Reservistenangelegenheiten der Bundeswehr (BResAngel Bw) in Bonn, ab 2000 zur besonderen Verwendung. Im Jahr 2001 wurde er Deputy Commander-in-Chief Regional Command Allied Forces North Europe (RC AFNORTH) in Brunssum, Niederlande. 2003 wurde er mit einem Großen Zapfenstreich durch Bundesverteidigungsminister Peter Struck verabschiedet.
Er ist verheiratet und Vater eines Kindes.

## Veröffentlichungen
- Geleitwort. In: Sozialwissenschaftliches Institut der Bundeswehr (Hrsg.): 25 Jahre Sozialwissenschaftliches Institut der Bundeswehr. Eine zukunftsorientierte Standortbestimmung. SOWI, Strausberg 1999, S. 7–10.